# Apodulu
Apodulu o Apodoulou (en grec: Αποδούλου) és un poble de l'illa de Creta, Grècia, a la zona meridional del massís de la muntanya Psiloritis. Pertany a la unitat perifèrica de Réthimno, al municipi d'Amari i a la unitat municipal de Kurites. L'any 2011 tenia amb una població de 253 habitants.

## Jaciment arqueològic
A 1 km si fa no fa d'aquest poble hi ha un jaciment arqueològic amb restes de civilització minoica. Es troba enmig dels centres palatins de Festos i de Monastiraki.
John Pendlebury fou el primer que va informar d'unes troballes amb inscripcions en lineal A en aquest lloc a la primeria de la dècada dels 1930. El 1934 el va excavar Spirídon Marinatos i també hi van fer excavacions uns arqueòlegs alemanys durant la Segona Guerra Mundial. A partir del 1985 se n'han realitzat noves excavacions per un equip d'arqueòlegs grecoitalià dirigit per Louis Godart i Yannis Tzedakis i recolzat per la Universitat de Nàpols Frederic II.
En les excavacions fetes per Marinatos, es trobaren restes d'un poble minoica que va florir a l'entorn de l'any 1600 ae, a més d'altres restes com ara grans gerros que s'usaven per a emmagatzemar oli d'oliva, un ríton en forma de cap de toro, una doble destral de bronze, una altra d'or i una inscripció en lineal A en dos trossos de ceràmica d'una mateixa copa que es va interpretar com un text religiós. Els arqueòlegs alemanys hi trobaren una altra inscripció en lineal A. Les darreres excavacions han revelat les restes d'un assentament que va tenir l'apogeu en el període protopalatí (2100-1600 ae). El lloc es va incendiar probablement per un terratrèmol a final del segle xix o començament del XVIII ae, entre les restes del qual s'han trobat gerres de terracota sobre fogons que indiquen que s'estaven cuinant aliments en el moment del desastre. L'assentament es va reconstruir i va perdurar durant el període neopalatí. En diversos llocs situats a pocs quilòmetres d'aquest assentament s'han trobat alguns tolos del segle xiii ae amb alguns objectes de dipòsit funerari com a ceràmica, eines i joies.